# Лужская улица (Санкт-Петербург)
Лу́жская улица — улица в Калининском районе Санкт-Петербурга. Соединяет проспект Луначарского и улицу Руставели параллельно улице Черкасова. Протяжённость — 560 м.

## История
Названа в честь города Луга, расположенного в Ленинградской области. Название присвоено 27 июля 1970 года.

## Здания и сооружения
Нечётная сторона:
- д. 3Б — офисный центр

- Чётная сторона:

- д. 4/3 — ООО НПК «Азимут»
- д. 10/1 — Домоуправление № 16 ЖЭС № 4 ООО «Жилкомсервис № 1» Калининского района; торговый комплекс

## Транспорт
- Метро: «Гражданский проспект» (1180 м)
- Трамвай: 51, 100
- Ж/д платформы: Новая Охта (850 м)

## Пересекает следующие улицы и проспекты
С юга на север:
- проспект Луначарского
- улица Руставели